# Oenanthe subcallosa
Oenanthe subcallosa är en flockblommig växtart som beskrevs av René Charles Maire. Oenanthe subcallosa ingår i släktet stäkror, och familjen flockblommiga växter. Inga underarter finns listade i Catalogue of Life.